# 石林冰雪海洋世界
石林冰雪海洋世界是云南省昆明市石林彝族自治县的一个冰雪与海洋的主题公园，拥有中国西南地区最大、云南唯一的室内滑雪场。主题公园是昆明市政府招商引资引入的私营企业项目，于2016年8月正式开园营业，半年内共接待游客52万人次，实现收入6,120万元。主题公园的冰雪乐园在2018年2月开业。

## 设施
主题公园内有冰雪滑道、雪地过山车、极地探险、高空索道、零下四十摄氏度的极寒体验区等冰上娱乐项目；海底世界、海豚馆、白鲸歌剧院、五国皇家大马戏等海洋主题观光项目。白鲸歌剧院拥有四条从俄罗斯进口的白鲸，这是云南首次进口大型海洋生物。海洋世界内共有鳐鱼、鲨鱼、水母等300余种共2万余尾鱼类。
主题公园内有10,000多平方米的滑雪场以及由5,000吨冰雪建成的雪景公园，滑雪场的雪层厚度达50厘米。